# Beach handball ai Giochi mondiali 2025
Le competizioni di beach handball ai Giochi mondiali 2025 si sono svolte dal 7 al 12 agosto 2025 presso il Lago Xinglong a Chengdu, in Cina.

## Podi
| Specialità                  | Oro       | Argento    | Bronzo  |
| Torneo maschile (dettagli)  | Germania  | Portogallo | Brasile |
| Torneo femminile (dettagli) | Argentina | Germania   | Spagna  |

## Medagliere
| Posiz. | Nazione    | Oro | Argento | Bronzo | Totale |
| ------ | ---------- | --- | ------- | ------ | ------ |
| 1      | Germania   | 1   | 1       | 0      | 2      |
| 2      | Argentina  | 1   | 0       | 0      | 1      |
| 3      | Portogallo | 0   | 1       | 0      | 1      |
| 4      | Brasile    | 0   | 0       | 1      | 1      |
| 4      | Spagna     | 0   | 0       | 1      | 1      |
| Totale | Totale     | 2   | 2       | 2      | 6      |